# 芦原甫
芦原 甫（あしはら はじめ、嘉永3年1月30日（1850年3月13日） - 大正7年（1918年）9月25日）は大日本帝国陸軍の軍人。陸軍中佐。乃木希典大将の副官、日露戦争で人事管理部長。
西南戦争にて当時軍曹だった芦原甫は負傷した乃木希典少佐を介助したことにより、命の恩人と称される。

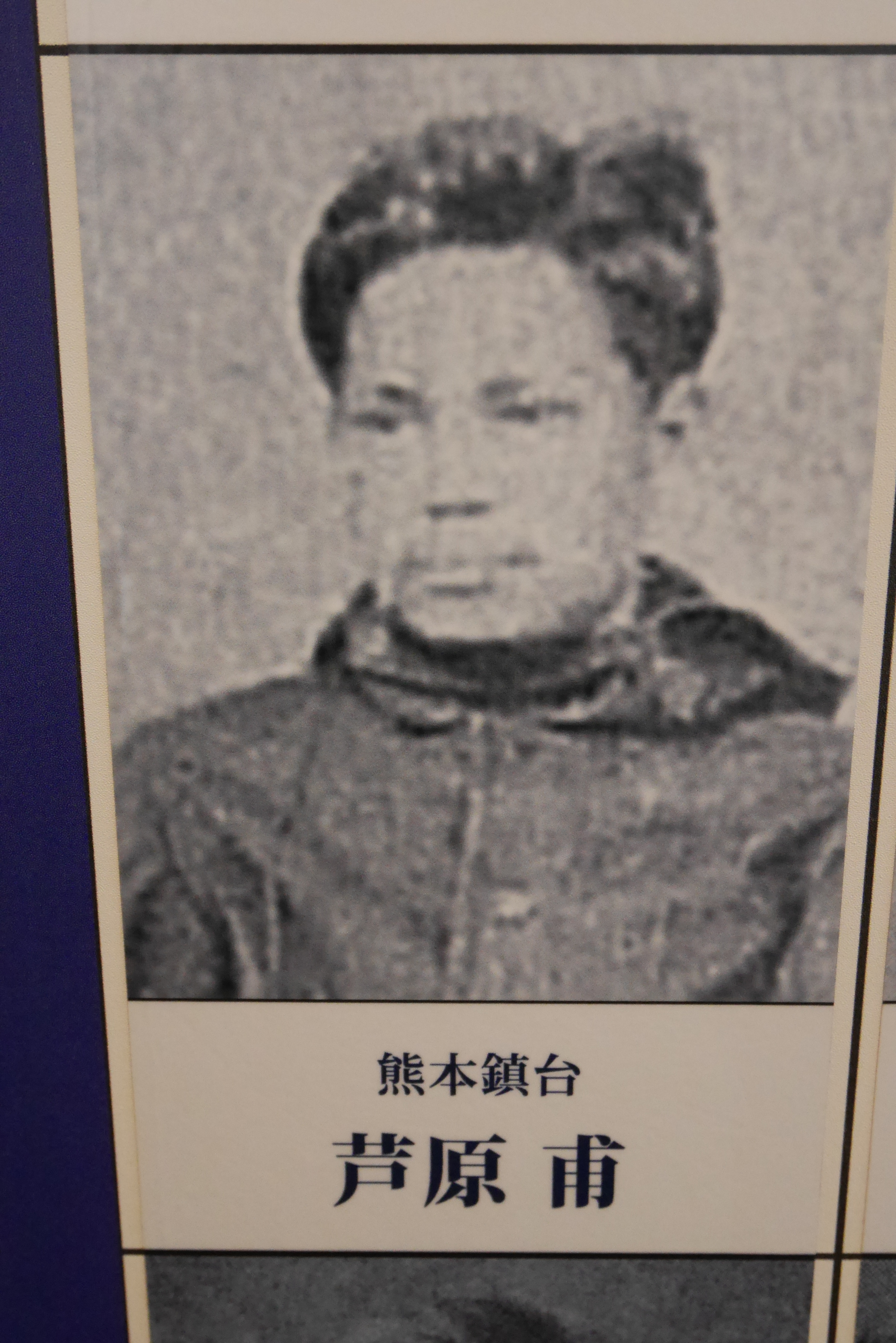

副官時、乃木に面会に来た静子夫人を返した「乃木大将妻返しの松」が香川県善通寺市金倉寺にある。
養子芦原信之（医師）の四男がシャンソン評論家の芦原敏信（英了）、五男が建築家の芦原義信、その長男が芦原太郎、長男芦原勝（耳鼻科医）の孫が心療内科医の芦原睦、おいが旅行作家の芦原伸。

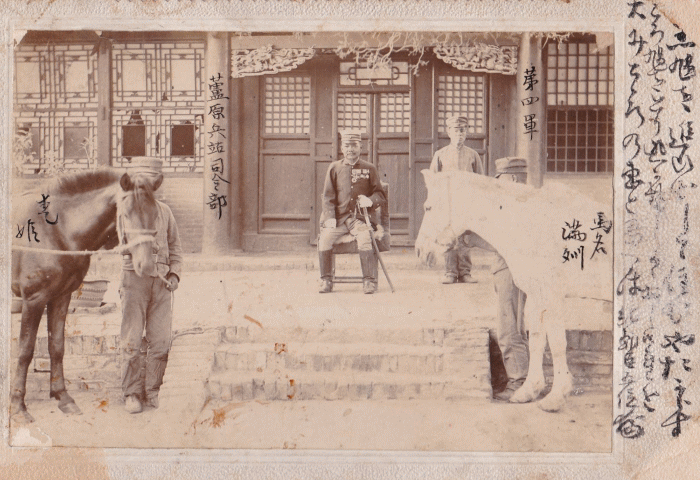

## 来歴
- 嘉永3年（1850年）1月30日 - 芦原潤貞（峰山藩医）を父に丹後国峰山（現京都府京丹後市）に生まれる。
- 少年期、医師になるのが嫌で、軍人になりたいと権現山の麓、桜尾公園の松の木に登りハンガーストライキを実行。
- 明治9年（1876年） - 軍曹任官時、乃木希典と出会う。熊本鎮台勤務（辞令が熊本城3階に展示）。
- 明治10年（1877年）
  - 1月20日 - 西南戦争に参加
  - 2月22日 - 賊軍から夜襲され、乃木少佐（第14連隊長）負傷（左足首貫通銃創）、軍旗を奪われる。その際、負傷した乃木少佐を芦原は背負って民家へ連れていく。その後も介護にあたり、生涯の恩人といわれるようになる。
- 明治12年（1879年）5月3日 - 岡山つぎ（14歳、医師岡山友仙の娘）と結婚。
- 明治15年（1882年）9月5日 - 妻つぎの弟、信之を養子にとる。
  - 信之は熊本の高等小学校および予備校を経て第五高等学校の医学部（長崎）に入学、後に東京にて医師として開業した。
- 明治18年（1885年） - 長男芦原勝出生。
  - 勝は名古屋大学医学部を卒業後、名古屋で耳鼻科を開業。
- 明治31年（1898年） - 乃木が善通寺にて第11師団長を務めた際、芦原は副官を務める。乃木が一人で下宿をしていた金倉寺駐在中、乃木の静子夫人が乃木に会いに来る。副官の芦原は「将兵が家族と離れているのに自分だけが、家内とは会えない」と伝え、静子夫人を帰らせる。このことにちなみ、金倉寺に「妻返しの松」と石碑がある。戦前にはいわれの書いた立札があったというが、現在は松と石碑のみである。
- 明治34年（1901年）7月 - 少佐任官時、吐血？する。その際に乃木から「血と腎に富たる人は勇もあり」「頭痛もちの疝気も気に掛り」の句を送られる。
- 明治37年（1904年）
  - 日露戦争に際し、人事管理部長に就任
- 大正7年（1918年）9月25日 - 死去、享年68歳。戒名は光勝院殿金峯翠甫居士。